# Aequorea minima
Aequorea minima is een hydroïdpoliep uit de familie Aequoreidae. De poliep komt uit het geslacht Aequorea. Aequorea minima werd in 1985 voor het eerst wetenschappelijk beschreven door Bouillon. 